# Наталія Партика
Наталія Дорота Партика (пол. Natalia Dorota Partyka, нар. 27 липня 1989, Гданськ) — польська спортсменка-паралімпійка. Триразова призерка чемпіонату Європи, триразова чемпіонка Паралімпійських ігор (2004, 2008 та 2012).

## Біографія
Наталія Партика — гравчиня в настільний теніс, багаторазова чемпіонка світу та Європи серед паралімпійців. Попри те, що Наталія народилася без правої руки та передпліччя, бере участь в змаганнях для працездатних спортсменів, а також у змаганнях для спортсменів з обмеженими можливостями.

## Досягнення
В 1999 році Партика виграла свою першу міжнародну медаль з настільного тенісу, на чемпіонаті світу серед інвалідів. В 2000 році взяла участь у Літніх Паралімпійських ігра в Сіднеї. На той момент їй було 11 років, Наталія стала наймолодшою учасницею Паралімпійських ігор. В Афінах на Літніх Паралімпійських іграх в 2004 році завоювала золоту медаль в одиночному розряді та срібло в командному заліку. На чемпіонаті Європи для кадетів, організованому Міжнародною федерацією настільного тенісу (ITTF), у тому ж році вона завоювала дві золоті медалі. Останнє змагання призначалося для працездатних конкурентів. Три золоті медалі на Європейському паралімпійському чемпіонаті, одну золоту і дві срібні на чемпіонаті світу з настільного тенісу для інвалідів Міжнародного паралімпійського комітету, і срібло в командному заліку на чемпіонаті Європи серед юніорів ITTF Партика виграла в 2006 році. На таких же змаганнях в 2007 році вона завоювала дві срібні медалі і одну бронзову. У 2007 році Партика виграла три золоті медалі на європейському паралімпійському чемпіонаті і бронзову медаль на чемпіонаті світу ITTF серед команд юніорів.
У 2008 році Наталя була однією з двох спортсменок, які змагалися як на Олімпійських, так і на Паралімпійських іграх — другою була плавчиня Наталі дю Туа. Це були її перші Олімпійські і треті Паралімпійські ігри. Конкуруючи в 10-му класі на Пекінській Паралімпіаді, вона завоювала золото, перемігши китаянку Фан Лей з рахунком 3:0. Цього ж року була нагороджена орденом Відродження Польщі 5-го ступеня, триразова призерка чемпіонату Європи, триразова чемпіонка Паралімпійських ігор (2004, 2008 та 2012).
Повторивши результат Паралімпійських ігор 2004 року в 2008 році, вона завоювала золоту медаль в одиночному і срібло в командному заліку на Паралімпіаді в Пекіні. На Паралімпіаді в Лондоні у 2012 році виграла золото в особистому 10 класі, а також бронзу в командному класі 6-10. На Паралімпіаді в Ріо-де-Жанейро в 2016 році виграла [Архівовано 3 серпня 2018 у Wayback Machine.] чергове золото в командному класі 6-10, також перемігши в особистому розряді (10 клас).

## Нагороди та відзнаки
- 15 грудня 2008 року за наказом президента Польщі Леха Качинського була нагороджена Лицарським хрестом ордена відродження польського для видатних спортивних досягнень. Статуетка «Чемпіон» в плебісциті 74. «PS» і TVP для Sportsman 2008 року
- 1 лютого 2013 року за наказом президента Польщі Броніслава Коморовського Наталія Партика була нагороджена Хрестом офіцера ордена відродження польського за видатні досягнення в спорті.
- 2 липня 2017 року удостоєна зірки на Алеї слави Владиславово.
- 21 жовтня 2016 за наказом президента Польщі Анджея Дуди нагороджена хрестом командора ордена відродження польського за видатні досягнення в спорті. Урочиста церемонія відбулася 3 грудня 2017 року в президентському палаці у Варшаві.

Наталія Партика та інші польські спортсмени зіграли в рекламному ролику поряд з Усейном Болтом.